# 陳苑澄
陳苑澄（英語：Tania Chan Yuen Ching，1994年10月29日—），香港女藝人，《2018年度香港小姐競選》五強，曾為無綫電視經理人合約藝員。

## 早年生活
陳苑澄6歲起學習芭蕾舞及中國舞超過12年。陳苑澄於2004年至2010年為香港藝術體操隊代表隊成員，曾多次代表香港出戰本地、中國內地與國際比賽。她曾於2005年接受報章訪問，表示自己當時參與藝術體操已有四年時間，而自己愛上藝術體操是因為動作優美，表演時十分有美感，而球操則為的自己的強項。 及後在2009-2011年挑選為香港演藝學院青年精英舞蹈課程學員，學習更多不同種類的舞蹈。

## 經歷
陳苑澄曾於2011年在《郭富城舞臨盛宴演唱會》中擔任舞蹈員，並於2012年加入女子歌唱組合As One，曾參任副隊長、主領舞、領唱的角色。2012年6月25日，As One正式出道，陳苑澄為當中成員之一，當時藝名為Nata。2012年7月26日，公開出道曲《Catch Me Up》音源及MV。MV上載僅5天，點擊率已衝破十萬，並惹來極大迴響。2013年5月11日，官方公開廣告曲《4ever》音源及MV，並公佈成為韓國正官庄能量飲品「So Drink」的香港區代言人。2013年11月17日，正式發行首張迷你專輯《AsOnE》。
2014年1月4日，官方公開「太陽飛馬」打氣歌《Let's Goal》音源及MV。2014年4月23日，官方公開四人數位單曲《Be With U》音源及MV。2014年8月，遠赴韓國特訓。2014年10月27日，官方公開三人數位單曲《New Girl》音源及MV。2015年7月13日，As One以全新四人組合形式推出全新數位單曲《캔디볼》(Candy Ball) 韓文版，在韓國各大網上平台發行。新歌更令她們得到韓國SBS和MBC有線電視台邀請出席音樂節目獻唱，成為首個於韓國出道的香港女團。2015年7月24日，官方公開數位單曲《Candy Ball》廣東話版。
2016年1月6日，As One獲邀為香港著名女子組合Twins於紅館舉辦的演唱會的嘉賓。2016年4月14日，官方公開數位單曲《Hey Ya》預告，並一改以往可愛少女風格，以成熟性感形象回歸。2016年5月4日，《Hey Ya》三語版本音源於香港、中國及韓國各大音樂平台同步推出，同日韓語版MV亦在韓國各大音樂平台公開。2016年5月8日，As One舉行「《Hey Ya》MV首播會暨簽唱會」於活動中首播粵語版MV及首次獻唱新歌，同日粵語版MV亦在太陽娛樂YouTube頻道公開。
2017年2月，太陽娛樂表示成員陳苑澄已提出提前解約離開而退出，組合暫不會解散。往後As One將暫以個人活動為主。退出As One後，陳苑澄曾離開娛樂圈修讀美國上愛荷華大學（香港分校）心理學課程，於2018年參選該年度的香港小姐競選而再次受到關注，最後於五強止步。雖然陳苑澄三甲不入，但於比賽競選時，她在才藝表演中的絲帶舞為她贏得全場掌聲。
2018年6月，陳苑澄報名參加了2018年度香港小姐競選。《蘋果日報》報道，陳苑澄曾為香港藝術體操隊成員，她曾於2005年接受報章訪問，表示自己當時參與藝術體操已有四年時間，而自己愛上藝術體操是因為動作優美，表演時十分有美感，而球操則為的自己的強項。她於2017年離開As One後曾修讀心理學課程，並於2018年參選該年度的香港小姐競選而再次受到關注。陳苑澄於2018年8月12日在青衣碼頭的士站，在移動中的車輛外跳舞（「Kiki Challenge」），並將片段上載至社交平台，其舉動曾引起廣泛批評，認為其行為缺乏安全意識、罔顧交通安全。事件曝光後翌日，陳苑澄於出席活動時鞠躬道歉稱：「很不好意思大家，知道自己今次做得非常不好，令到很多年輕人有了一個非常壞的榜樣。」，並一度落淚。2018年10月中簽約為無綫電視經理人合約，並隨即入讀短期的無綫電視藝員訓練班。同年，陳經常出席翟威廉成立的Happy Live網上音樂直播。

## 演出作品

### 參與節目
| 播出年份               | 節目名                     |
| 2018年                 | TVB 50+1再出發節目巡禮2019 |
| 2018年                 | 萬千星輝賀台慶             |
| 2018年                 | 歡樂滿東華                 |
| 2018年                 | #後生仔傾吓偈（第159-163集） |
| 2019年                 | 金豬耀保良                 |
| 2019年                 | 公益金萬眾同心50年         |
| 2019年                 | 娛樂大家                   |
| 2019年                 | 長命不老                   |
| 2019年                 | 善心滿東華                 |
| 2020年                 | 慈善星輝仁濟夜             |
| 2020年                 | 金鼠賀歲迎新春             |
| 2020年                 | 流行經典50年               |
| 2020年                 | 萬千星輝賀台慶             |
| 2021年                 |                            |
| 姊妹淘（第242、313集） |                            |
| 開心大綜藝             |                            |
| 盛·舞者                |                            |

### 電視劇（無綫電視）
| 首播   | 劇名                  | 角色       |
| 2020年 | 愛·回家之開心速遞     | 夏蕙       |
| 2020年 | 愛·回家之開心速遞     | 少年李悟璋 |
| 2020年 | 那些我愛過的人        | 青年方樂汶 |
| 2020年 | 迷網                  | 金融員工   |
| 2021年 | 陀槍師姐2021          | 敏敏       |
| 2021年 | 大步走                | 創奇學員   |
| 2021年 | 愛美麗狂想曲          | 模特兒     |
| 2021年 | 愛美麗狂想曲          | 產品女郎   |
| 2021年 | 伙記辦大事            | 女子       |
| 2021年 | 把關者們              | 程玉萍     |
| 2021年 | 星空下的仁醫          | 司儀       |
| 2021年 | 星空下的仁醫          | 公關       |
| 2021年 | 換命真相              | Kristy     |
| 2021年 | 十月初五的月光        | 排隊男友人 |
| 2021年 | 青春本我              | 文靜嫻     |
| 2022年 | 食腦喪Ｂ              | 主持       |
| 2022年 | 雙生陌生人            | Yan        |
| 2022年 | 十八年後的終極告白2.0 | 護士       |
| 2022年 | 白色強人II            | 手術室護士 |
| 2022年 | 黯夜守護者            | 酒客       |
| 2022年 | 超能使者              | 護士       |

## 曾獲獎項與提名
| 年份   | 獎項                                          | 結果 |
| 2018年 | 2018年度香港小姐競選 現場觀眾至like才藝表演獎 | 獲獎 |

## 外部連結
- 陳苑澄的Facebook專頁
- 陳苑澄的Instagram帳戶
- 《2018香港小姐競選》 - 15號 陳苑澄 Tania Chan